# Halstead, Leicestershire
Halstead är en by i civil parish Tilton on the Hill and Halstead, i distriktet Harborough, i grevskapet Leicestershire i England. Byn är belägen 13 km från Melton Mowbray. Halstead var en civil parish 1866–1935 när blev den en del av Tilton. Civil parish hade 170 invånare år 1931. Byn nämndes i Domedagsboken (Domesday Book) år 1086, och kallades då Elstede.